# Chunhua Li
Chunhua Li, née en 1984 à Jiangxi, est une grimpeuse chinoise.

## Palmarès

### Championnats du monde
- 2009 à Qinghai,  Chine
  -  Médaille de bronze en vitesse

### Championnats d'Asie
- 2010
  -  Médaille de bronze en vitesse